# Денисовский сельский совет (Козовский район)
Денисовский сельский совет (укр. Денисівська сільська рада) — входит в состав
Козовского района
Тернопольской области
Украины.
Административный центр сельского совета находится в 
с. Денисов.

## История
- 1671 — дата образования.

## Населённые пункты совета
- с. Денисов
- с. Весновка